# Диспозитивність
Диспозитивність (від пізньолатинського dispositivus — той що розпоряджається; від лат. dispono — розташовую, владную) — принцип судочинства, згідно з яким сторони в процесі вільно розпоряджаються своїми матеріальними і процесуальними правами: представляти чи не представляти доказ, давати показання чи відмовитись від давання показань, заявляти клопотання чи ні, подавати скаргу чи не подавати тощо, включаючи право на примирення сторін у визначених законом випадках.